# Szváziföld zászlaja
Szváziföld zászlajában a vörös szín a múltbeli küzdelmeket idézi, a sárga az ország bőséges erőforrásaira, a kék pedig a békére utal. A fekete-fehér szvázi pajzs az Emasotha-ezredé, amelyet az 1920-as évek végén hoztak létre.
A pajzs mögött a lándzsák is megjelennek a hagyományos harcibotokkal együtt, amelyeken a madártollból készített tindzsobo bojtok is megfigyelhetők.